# ميركو باجلياريني
ميركو باجلياريني (بالإيطالية: Mirko Pagliarini)‏ هو لاعب كرة قدم إيطالي في مركز الهجوم، ولد في 28 أكتوبر 1975 في فليتري في إيطاليا. لعب مع فيتربيسي 1908 ونادي أفيلينو ونادي بيزا ونادي جنوى ونادي كروتوني.